# Raciążnica
Raciążnica – rzeka w północno-zachodniej części województwa mazowieckiego, przepływa przez Powiat sierpecki i Powiat płoński. Długość rzeki wynosi 56,9 km. Płynie w kierunku wschodnim, stanowi prawy dopływ rzeki Wkry, do której uchodzi w okolicach miasta Sochocin. Jej największymi dopływami są Zadębie, Karsówka, Rokitnica i Dobrzyca. Raciążnica wypływa koło miejscowości Skoczkowo na wysokości 122 m n.p.m. Latem notuje się niskie stany wody, co przyczynia się do zarastania rzeki. Wiosną prowadzi to do lokalnych wystąpień wody z koryta. Odcinek koryta położony w Gminie Raciąż (41,4 km) jest w całości uregulowany. Rzeka nie należy do najczystszych. Ścieki z miasta Raciąż również przyczyniają się do jej zanieczyszczenia.